# Ford Mondeo Sport
Ford Evos – samochód osobowy klasy średniej produkowany pod amerykańską marką Ford w latach 2021–2024 oraz jako Ford Mondeo Sport od 2024 roku.

## Historia i opis modelu

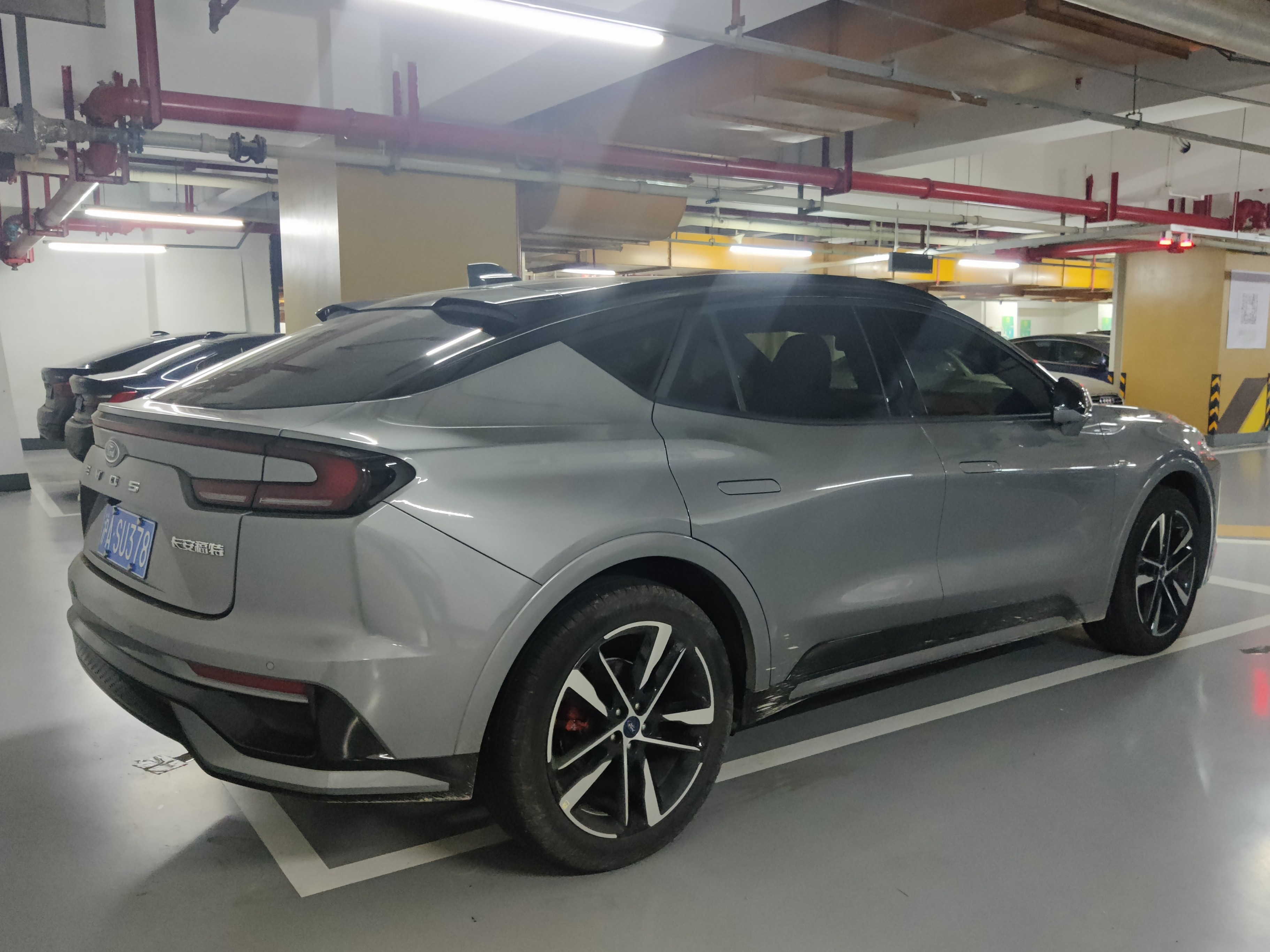
Ford Evos ST-Line - tył

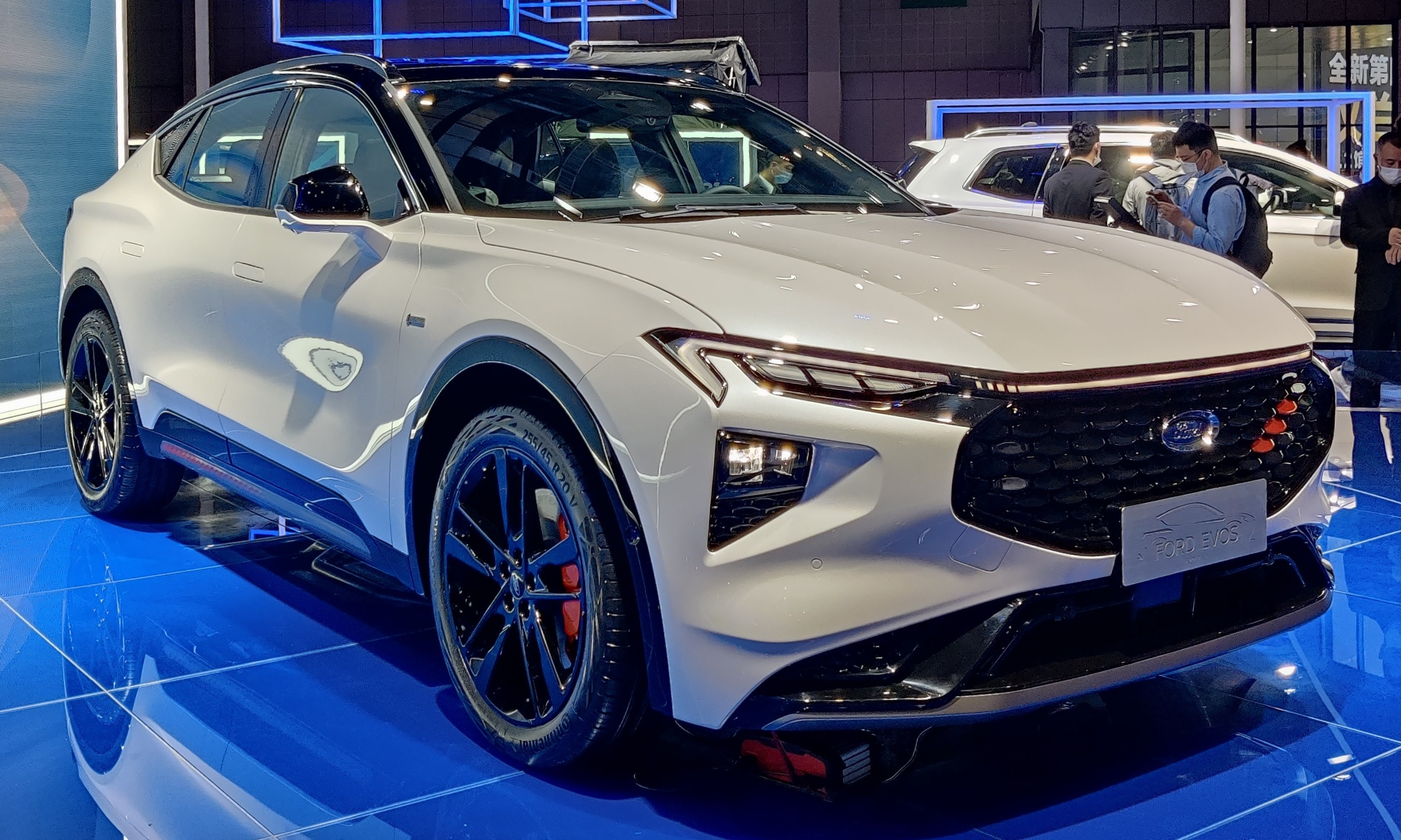
Ford Evos

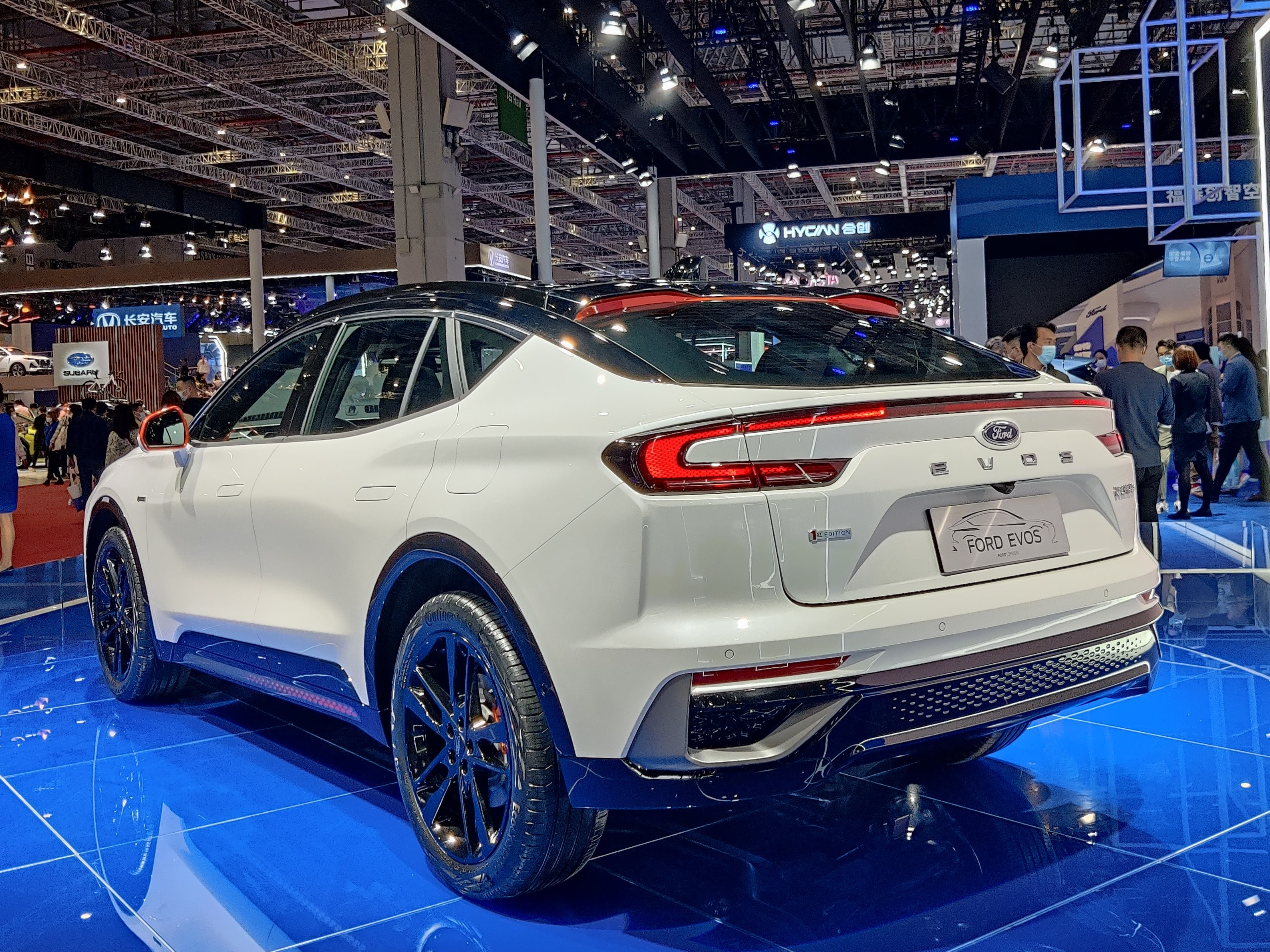
Ford Evos – tył

Po raz pierwszy nazwa Evos została zastosowana w 2011 roku wobec studium zapowiadającego ówczesny nowy kierunek w stylizacji globalnych konstrukcji Forda, prezentując prototyp Ford Evos Concept na wystawie samochodowej we Frankfurcie nad Menem IAA 2011.
Dekadę później Ford zdecydował się ponownie zastosować nazwę Evos wobec wielokrotnie zapowiadanego przez motoryzacyjne media nowego modelu klasy średniej mającego zastąpić przestarzałe i tracące na popularności Mondeo.
Zgodnie z zapowiedziami, które pojawiły się w internecie w 2019 roku po zapowiedzi wycofania amerykańskiego odpowiednika, Fusiona, Ford stworzył własną interpretację samochodu klasy średniej z cechami crossoverów wzorem m.in. Subaru Outback. W przeciwieństwie do tego modelu w formacie kombi, Ford Evos zyskał jednak niżej poprowadzoną, stopniowo opadającą linię dachu typową dla nadwozi fastback.
Pod kątem wizualnym Ford Evos został utrzymany w estetyce innych debiutujących na chińskim rynku modeli w 2021 roku, jak Equator. Pas przedni zyskał szeroki wlot powietrza w kształcie zaokrąglonego sześciokąta, a także dwurzędowe reflektory, z kolei tył przyozdobiła świetlna listwa na całą szerokość nadwozia nawiązująca do takich modeli jak Mustang Mach-E. Nadwozie zyskało także charakterystyczne dwubarwne malowanie, nakładki na nadkola, pasek LED między reflektorami i wysuwane na dotyk klamki do drzwi.
Kabina pasażerska utrzymana została w futurystyczno-minimalistycznym wzornictwie z szerokim tunelem i umieszczonym na nim pokrętłem do zmiany trybów jazdy automatycznej przekładni. Kokpit został zdominowany przez wyświetlacze: przed kierowcą znalazł się 12,3 calowy ekran cyfrowych zegarów, z kolei od konsoli centralnej aż do przestrzeni przed pasażerem przymocowano 27 calowy ekran obsługujący rozdzielczość 4K.
W czerwcu 2024 samochód zmienił nazwę na Ford Mondeo Sport, a także zyskał nową odmianę hybrydową z 304-konnym układem napędowym i bezstopniową przekładnią e-CVT. Samochód zaoferował do ok. 915 kilometrów zasięgu na jednym tankowaniu.

### Sprzedaż
Wizualne upodobnienia Evosa do innych modeli Forda oferowanych wyłącznie w Chinach, a także prezentacja na targach samochodowych Shanghai Auto Show w kwietniu 2021 roku wiązały się z bezpośrednio z rynkiem docelowym, dla którego opracowano ten pojazd. Początek sprzedaży zainaugurowano pod koniec września 2021. Wbrew spekulacjom mediów motoryzacyjnych, przedstawiony na szanghajskiej wystawie samochód został zbudowany z myślą o sprzedaży jedynie w Chinach. Dwa miesiące po debiucie Forda Evosa w Chinach, w czerwcu 2021 roku pojawiły się w internecie fotografie zamaskowanych prototypów o ściśle zbliżonym do tego modelu kształcie nadwozia, różniąc się jedynie dłuższym tyłem w kształcie tradycyjnego, trójbryłowego sedana. Samochód ten nie okazał się jednak wariacją Evosa na rynki globalne, lecz nową generacją Mondeo również zbudowaną specjalnie z myślą o rynku chińskim.

### Silnik
- R4 2.0l EcoBoost Turbo 238 KM